# 人生がときめく片づけの魔法
『人生がときめく片づけの魔法』（じんせいがときめくかたづけのまほう）は、近藤麻理恵の著書。
2013年に日本テレビ系でテレビドラマ化された。

## 書誌情報
- 人生がときめく片づけの魔法：単行本、サンマーク出版、2011年1月15日、ISBN 978-4-7631-3120-1
- 人生がときめく片づけの魔法2：単行本、サンマーク出版、2012年10月10日、ISBN 978-4-7631-3241-3
- 毎日がときめく片づけの魔法：単行本、サンマーク出版、2014年1月10日、ISBN 978-4-7631-3352-6
- イラストでときめく片づけの魔法：小B6判上製、サンマーク出版、2015年1月10日、ISBN 978-4-7631-3427-1

## テレビドラマ
2013年9月27日金曜21時 - 22時54分に、日本テレビ系の『金曜ロードSHOW!』で特別ドラマ企画として放送された。主演は仲間由紀恵。
原作をモチーフとしたオリジナルストーリーであり、プロの片付けカウンセラーが、片付けられない依頼人の心までをも解決する姿を描く。

### キャスト
- 乗田 磨輝子（片付け社代表兼カウンセラー。通称「のりまき」さん） - 仲間由紀恵（幼少期：小泉彩）
- 二子玉川 薫（片付けられないOL） - 夏菜
- 筑波 努（片付け社社員） - 速水もこみち
- 藤島 晴江（ゴミ屋敷の主） - 倍賞美津子（若き日：澤山薫）
- 小田 雅人（薫の思い人） - 福士誠治
- 磯田 健太郎（晴江の隣人） - ベンガル
- 藤島 幸雄（婿養子に行った、晴江の息子） - 東根作寿英（幼少期：鳥居颯 / 少年期：齋藤隆成）
- 梅沢 徹（薫の上司） - ミスターちん
- 有賀 弓子 - 山下容莉枝
- 有賀 一馬 - 須田瑛斗
- 有賀 里菜 - 須田理央
- 藤原正和、佐藤もみじ、青山りえ、橋本幸子

### スタッフ
- 脚本 - 渡辺千穂
- 演出 - 佐藤東弥
- 音楽 - ヒネモス
- サウンドデザイン - 志田博英
- プロデュース - 高明希、藤井裕也（AXON）
- ラインプロデューサー - 大塚泰之
- アソシエイトプロデューサー - 加藤正俊
- 製作協力 - AXON
- 製作著作 - 日テレ